# Roger Karoutchi
Roger Karoutchi (Casablanca, 26 agosto 1951) è un politico francese di origine marocchina.
Il 18 maggio 2007 è nominato segretario di Stato per i rapporti con il Parlamento del primo governo Fillon, confermato nel successivo secondo governo Fillon. Il 23 giugno 2009, in occasione di un ampio rimpasto, ha lasciato il governo.

## Origini e formazione
È cresciuto in una famiglia ebraica marocchina di Essaouira (Mogador) che nel XVIII secolo immigrò in Marocco da Livorno. Un ramo della famiglia Karoutchi si è trasferito in Israele dove Mike Karoutchi è un famoso cantante. I suoi genitori si sono trasferiti a Marsiglia nel 1956.
Ha conseguito la laurea in giurisprudenza e ha frequentato l'Institut d'études politiques (Istituto di scienze politiche) di Aix-en-Provence. A 21 anni, è il professeur agrégé più giovane della sua generazione. Ha insegnato per sedici anni, prima in un college (corrispondente alla scuola media e al ginnasio) a Goussanville (Val-d'Oise) e poi al liceo Balzac di Parigi. Dal 1997 è ispettore generale dell'educazione nazionale.

## Carriera politica e diplomatica
Entra in politica a 16 anni aderendo al partito gollista, che nel 1976 è rifondato da Jacques Chirac con la denominazione Raggruppamento per la Repubblica (RPR). Riveste vari ruoli all'interno di questa formazione politica e, nel 1986, entra nella squadra di Philippe Séguin, di cui sarà stretto collaboratore. Nel 2002 aderisce all'Unione per un Movimento Popolare (UMP). Dopo la nomina di Séguin alla prima presidenza della Corte dei Conti nel 2004, diventa uno dei principali collaboratori di Nicolas Sarkozy.
È deputato europeo dal 1997 al 1999, senatore dal 1999 al 2007. Consigliere regionale dell'Île-de-France dal 1992, è rieletto nel 1998 e nel 2004.
Subito dopo l'uscita dal governo nel giugno 2009, gli è offerta la nomina ad ambasciatore di Francia in Marocco, che tuttavia ha rifiutato. Dal 1º luglio 2009 al 25 settembre 2011 è rappresentante permanente della Francia presso l'OCDE. Il 25 settembre 2011 è eletto senatore.

## Vita privata
È uno dei pochissimi uomini politici dell'UMP che hanno apertamente dichiarato la propria omosessualità.